# خايمي الرابع من مايوركا
خايمي الرابع من مايوركا (تقريبًا 1336 - 20 يناير 1375) كان ملك مايوركا من 1349 وحتى وفاته.
| سبقه: خايمي الثالث       | ملك مايوركا 1349 - 1375       | تبعه: إيزابيلا       |
| سبقه: أندرو دوق كالابريا | ملك نابولي القرين 1363 - 1375 | أوتو دوق برونزويك 1. |